# Distrikt Vichayal
Der Distrikt Vichayal liegt in der Provinz Paita der Region Piura in Nordwest-Peru. Der Distrikt wurde am 28. August 1920 gegründet. Er hat eine Fläche von 160 km². Beim Zensus 2017 lebten 5622 Einwohner im Distrikt. Im Jahr 1993 betrug die Einwohnerzahl 5315, im Jahr 2007 5015. Verwaltungssitz ist die 16 m hoch gelegene Kleinstadt San Felipe de Vichayal mit 2243 Einwohnern (Stand 2017). San Felipe de Vichayal liegt am Nordufer des Río Chira etwa 25 km nördlich der Provinzhauptstadt Paita sowie knapp 10 km vom Meer entfernt. Neben San Felipe de Vichayal gibt es im Distrikt noch die Kleinstadt Miramar mit 2086 Einwohnern.

## Geographische Lage
Der Distrikt Vichayal liegt im äußersten Nordwesten der Provinz Paita. Der Distrikt erstreckt sich über die Küstenwüste von Nordwest-Peru. Der Río Chira verläuft entlang der südlichen Distriktgrenze nach Westen. Im Westen besitzt der Distrikt einen knapp 12 km langen Küstenabschnitt am Pazifischen Ozean. In Flussnähe wird bewässerte Landwirtschaft betrieben. Der Großteil des Distrikts ist von Wüstenvegetation gekennzeichnet.
Der Distrikt Vichayal grenzt im Norden an den Distrikt La Brea (Provinz Talara), im Osten an den Distrikt Amotape sowie im Süden an den Distrikt Colán.